# Bergen IK
Bergen IK – norweski klub hokejowy z siedzibą w Bergen.